# La niñera
La niñera è una sitcom argentina basato sulla serie statunitense La Tata. Ha come protagonisti Florencia Peña, Boy Olmi, Roberto Carnaghi e Carola Reyna. Composta da due stagioni, la prima è andata in onda nel 2004, l'altra nel 2005.
La serie e le attrici Florencia Peña, Carmen Vallejo e Mirta Busnelli hanno ricevuto candidature al Premio Clarín. La serie e gli attori Florencia Peña, Roberto Carnaghi e Carola Reyna hanno ricevuto candidature al Premio Martín Fierro.
Racconta la storia di Flor Finkel che inizia a fare la baby-sitter in una casa di benestanti a Buenos Aires.